# Mela Alto Adige
Il marchio Mela Alto Adige IGP (in tedesco Südtiroler Apfel g.g.A.)  indica le mele coltivate in Alto Adige con metodi di produzione tradizionali. L'Alto Adige rappresenta la più vasta area europea concentrata dedicata alla frutticoltura. Oltre una dozzina di varietà di mele coltivate in loco, tredici hanno ottenuto nel 2005 il marchio europeo di "indicazione geografica protetta" (IGP) e sono quindi riconosciute in tutta Europa come specialità regionali. Il marchio "Mela Alto Adige IGP" è utilizzato da tutti i distributori altoatesini per il prodotto destinato all'esportazione.

## Storia
Sembra che i primi meli in Europa si siano sviluppati in Kazakistan, nell'Asia centrale. Le mele arrivarono successivamente in Grecia lungo la via della seta e raggiunsero infine anche l'Alto Adige al tempo delle conquiste romane. In quest'area, la coltivazione delle mele avveniva nel Medioevo per lo più a opera dei monasteri, che erano quindi i depositari delle conoscenze relative ai metodi di coltivazione e alle diverse varietà del frutto. Anche le famiglie contadine sfruttarono per diversi secoli la mela per la propria auto-sussistenza. Già allora, la mela altoatesina veniva esportata al nord attraverso i passi alpini. La costruzione di una linea ferroviaria che attraversava il Brennero, nel 1867, agevolò ulteriormente le esportazioni. Tra il 1880 e il 1890, i frutticoltori altoatesini conquistarono una certa quantità di terre per la coltivazione grazie alla regolazione del corso dell'Adige e alla conseguente bonifica delle zone acquitrinose circostanti. Verso la fine del XIX secolo, nacquero infine le prime cooperative di frutticoltori. Da allora la coltivazione delle mele in Alto Adige ha sempre avuto una notevole importanza.

## Area di coltivazione
L'Alto Adige, con i suoi oltre 18.400 ettari di terreno dedicati, rappresenta la più grande area chiusa di coltivazione delle mele dell'Unione europea. Si estende per una lunghezza di circa 100 chilometri lungo le valli partendo da Salorno, al sud, e attraversando la Valle dell'Adige fino a raggiungere Malles, nella Val Venosta. Un'altra ristretta area di coltivazione si trova inoltre nella Valle Isarco presso Naz-Sciaves. L'area totale destinata alla coltivazione delle mele rappresenta circa il 2,5% dell'intera superficie dell'Alto Adige.
La coltivazione delle mele in Alto Adige è strutturata in piccoli appezzamenti ed è affidata a circa 8.000 aziende familiari. In media, le singole aziende hanno una dimensione compresa appena tra i 2,5 e i 3 ettari di terreno. Il raccolto annuale è pari a circa 950.000 tonnellate, di cui circa la metà è commercializzato in Italia. Il principale mercato di esportazione è la Germania.
Le condizioni climatiche dell'Alto Adige sono particolarmente favorevoli per la coltivazione delle mele. Le Alpi proteggono l'area dal freddo del nord. I 300 giorni di sole registrati in media durante l'anno e le oltre 2.000 ore di sole disponibili consentono la maturazione ottimale dei frutti. I circa 800 litri di precipitazioni annue per metro quadrato sono sufficienti a coprire il fabbisogno idrico di base richiesto dalle attività legate alla frutticoltura; nelle estati secche, i frutticoltori integrano l'apporto idrico ricorrendo all'irrigazione.

## Coltivazione
In Alto Adige si pratica sia la coltivazione integrata, sia quella biologica. Il 96% delle aziende ortofrutticole si attiene alle direttive AGRIOS (Gruppo di lavoro per la frutticoltura integrata dell'Alto Adige), mentre il 4% aderisce alle linee guida previste per la coltivazione biologica.

### Coltivazione integrata
La coltivazione integrata sfrutta le capacità di resistenza intrinseche della natura, protegge gli insetti e gli organismi utili e ne promuove la diffusione tramite misure ecologiche mirate. In Alto Adige, AGRIOS ha sviluppato specifiche direttive atte allo scopo. Secondo le direttive, l'impiego di un elenco comunque selezionato di antiparassitari è consentito soltanto in caso di superamento della soglia di danno economico, non è ammesso l'utilizzo di erbicidi che abbiano un impatto nocivo sul terreno e la concimazione avviene soltanto sulla base di precise analisi del suolo.

### Coltivazione biologica
L'Alto Adige è il principale fornitore di mele biologiche di tutta Europa. Le mele biologiche hanno fatto il loro ingresso in Alto Adige negli anni ottanta. Da allora si sono sviluppati due indirizzi:
- la coltivazione organico–biologica, ossia un metodo naturale che non prevede l'impiego di pesticidi e fertilizzanti chimici e sintetici
- la coltivazione biologico–dinamica, un metodo di coltivazione che segue gli insegnamenti di Rudolf Steiner. Ogni singola misura è testata tenendo conto delle esigenze dell'intero ecosistema e alla luce dell'influsso dei corpi celesti.

## Critiche al metodo di coltivazione
Numerose associazioni ambientaliste, tra cui WWF e PAN Germany, sono fortemente critiche nei confronti della coltivazione delle mele dell'Alto Adige, in particolare con il metodo della coltivazione integrata, che impiega molti pesticidi e concimi chimici, fitoregolatori e diserbanti. Lo sfruttamento estremamente intensivo del territorio e l'elevato impiego di sostanze chimiche causano forti danni alla biodiversità animale e vegetale, l'inquinamento dei terreni e dei corsi d'acqua. Effetti negativi si hanno anche sul paesaggio, diventato monotono e caratterizzato unicamente da migliaia di piccoli alberi di melo sorretti da pali di cemento e coperti da reti antigrandine. 
La coltivazione intensiva della mela Alto Adige viene contrastata anche da una parte della popolazione locale. A settembre 2014 gli abitanti di Malles (un paese della Val Venosta), con un referendum hanno votato per un divieto dei pesticidi pericolosi utilizzati nella coltivazione delle mele e chiesto nel loro comune un'agricoltura più sostenibile per la salute umana e per l'ambiente.

## Indicazione geografica protetta

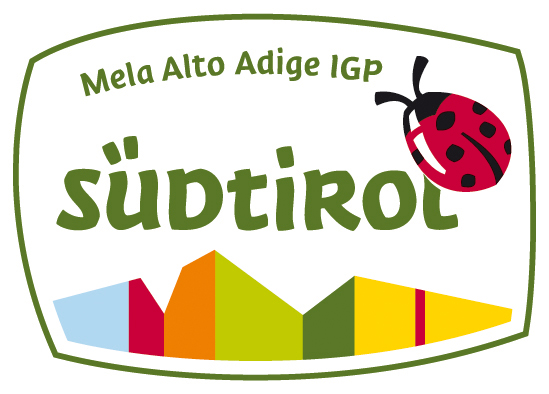
marchio Mela Alto Adige IGP

Dal 2005, sono tredici le varietà di mele altoatesine che possono fregiarsi del marchio di qualità europeo di "indicazione geografica protetta" (IGP). La denominazione garantisce il riconoscimento delle mele a livello europeo come specialità regionali e tutela inoltre dalle imitazioni e da utilizzi non conformi del marchio. Per i consumatori, il marchio è una garanzia di qualità e certifica l'origine dei frutti e l'impiego di metodi tradizionali ai fini della produzione. Al tempo stesso, documenta che la produzione e la lavorazione delle mele sono effettuate nell'area di provenienza, in Alto Adige. La mela Alto Adige deve soddisfare precisi standard a livello di produzione e superare un rigido sistema di controlli.
Varietà con indicazione geografica protetta "Mela Alto Adige IGP"
- Golden Delicious
- Gala
- Red Delicious
- Braeburn
- Fuji
- Granny Smith
- Morgenduft
- Jonagold
- Winesap
- Idared
- Elstar
- Pinova
- Topaz